# Nikola Soldo
Nikola Soldo (Stuttgart, Alemania, 25 de enero de 2001) es un futbolista croata que juega como defensa en el PFC Botev Plovdiv de la Primera Liga de Bulgaria.

## Trayectoria
Comenzó su carrera en la cantera del Dinamo de Zagreb y se incorporó al club en 2008, durante la etapa de su padre Zvonimir como entrenador del primer equipo. Fue reconocido como un talento prometedor, incluso antes de su adolescencia. Rebotó en varios clubes antes de establecerse en el NK Inter Zaprešić en 2015.
Debutó como profesional el 16 de agosto de 2019 como titular durante la derrota por 2-1 ante el G. N. K. Dinamo Zagreb. Tres meses después, marcó su primer gol en los últimos minutos de una derrota ante el HNK Rijeka. El 1 de septiembre de 2022, el último día del periodo de traspasos en Alemania, fue transferido al F. C. Colonia. Firmó un contrato hasta 2025. Tras la primera temporada fue prestado al 1. F. C. Kaiserslautern.
El 9 de julio de 2025 fichó por el PFC Botev Plovdiv.

## Vida personal
Su padre Zvonimir fue durante mucho tiempo miembro de la selección nacional de Croacia, y jugó especialmente en la Eurocopa 1996, y en las Copas Mundiales de la FIFA 1998 y 2002. A nivel de clubes, jugó con el G. N. K. Dinamo Zagreb, el NK Zadar y el Inter Zaprešić en su país natal antes de terminar su carrera con una etapa de diez años en el VfB Stuttgart. Nació en Stuttgart en 2001, a mitad de la quinta temporada de su padre en Alemania.
Sus hermanos mayores, Matija y Filip, también son futbolistas, y Filip juega actualmente en el Inter Zaprešić.

## Estadísticas

### Clubes
Actualizado al último partido disputado el 19 de mayo de 2024.
| Club                            | Div.          | Temporada     | Liga  | Liga  | Copas nacionales | Copas nacionales | Copas internacionales | Copas internacionales | Total | Total |
| Club                            | Div.          | Temporada     | Part. | Goles | Part.            | Goles            | Part.                 | Goles                 | Part. | Goles |
| ------------------------------- | ------------- | ------------- | ----- | ----- | ---------------- | ---------------- | --------------------- | --------------------- | ----- | ----- |
| NK Inter Zaprešić · Croacia     | 1.ª           | 2019-20       | 27    | 1     | 1                | 0                | —                     | —                     | 28    | 1     |
| NK Inter Zaprešić · Croacia     | 2.ª           | 2020-21       | 28    | 2     | 1                | 0                | —                     | —                     | 29    | 2     |
| NK Inter Zaprešić · Croacia     | Total club    | Total club    | 55    | 3     | 2                | 0                | 0                     | 0                     | 57    | 3     |
| N. K. Lokomotiva · Croacia      | 1.ª           | 2021-22       | 31    | 2     | 2                | 0                | —                     | —                     | 33    | 2     |
| N. K. Lokomotiva · Croacia      | 1.ª           | 2022-23       | 6     | 0     | 0                | 0                | —                     | —                     | 6     | 0     |
| N. K. Lokomotiva · Croacia      | Total club    | Total club    | 37    | 2     | 2                | 0                | 0                     | 0                     | 39    | 2     |
| F. C. Colonia · Alemania        | 1.ª           | 2022-23       | 8     | 0     | 0                | 0                | 4                     | 0                     | 12    | 0     |
| F. C. Colonia · Alemania        | Total club    | Total club    | 8     | 0     | 0                | 0                | 4                     | 0                     | 12    | 0     |
| F. C. Kaiserslautern · Alemania | 2.ª           | 2023-24       | 15    | 0     | 2                | 0                | —                     | —                     | 17    | 0     |
| F. C. Kaiserslautern · Alemania | Total club    | Total club    | 15    | 0     | 2                | 0                | 0                     | 0                     | 17    | 0     |
| F. C. Colonia · Alemania        | 2.ª           | 2024-25       | 0     | 0     | 0                | 0                | —                     | —                     | 0     | 0     |
| F. C. Colonia · Alemania        | Total club    | Total club    | 0     | 0     | 0                | 0                | 0                     | 0                     | 0     | 0     |
| Total carrera                   | Total carrera | Total carrera | 115   | 5     | 6                | 0                | 4                     | 0                     | 125   | 5     |